# Kaiserliche Post (Flensburg-Mürwik)

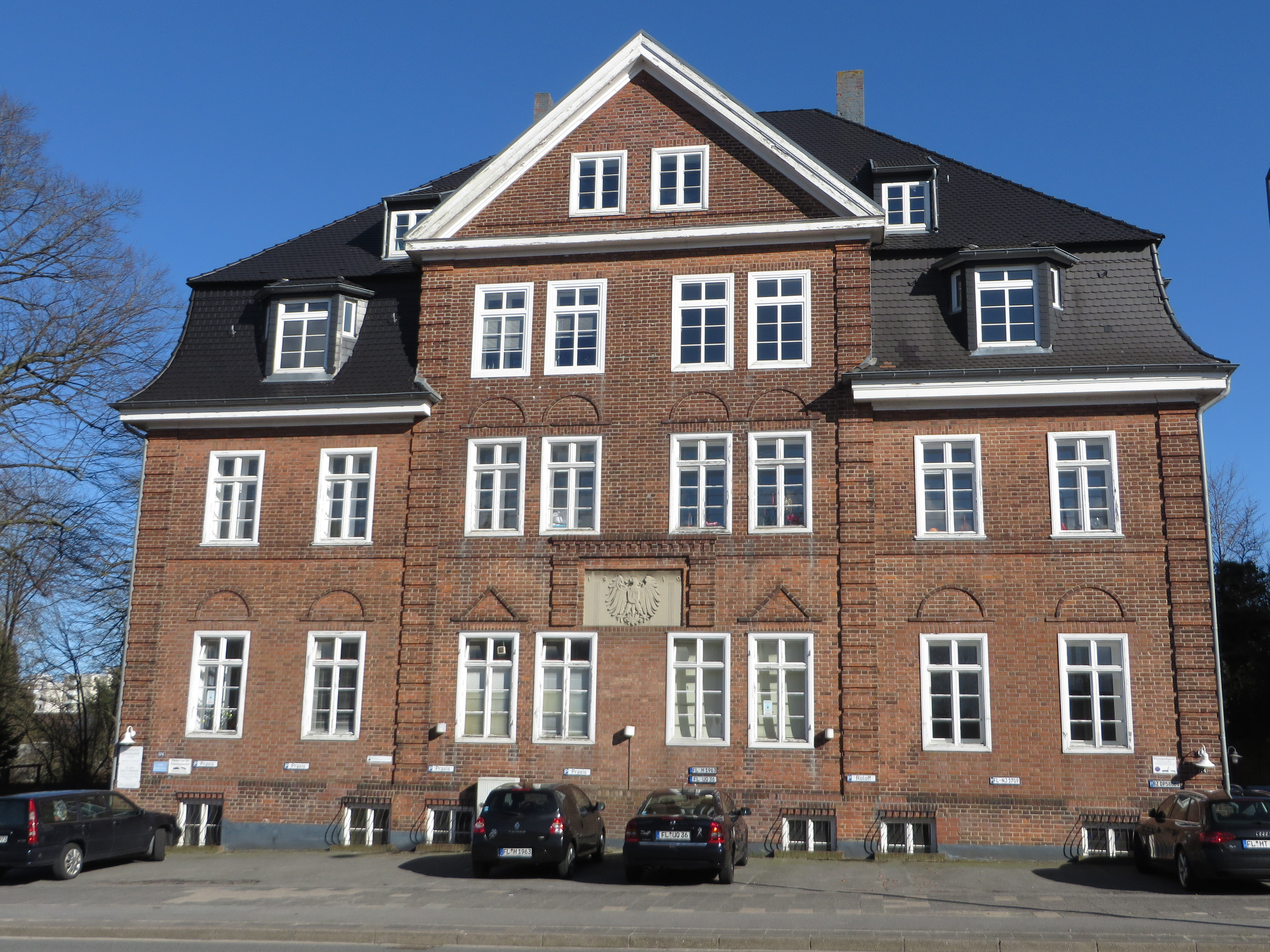
Die „Kaiserliche Post“ in Flensburg-Mürwik

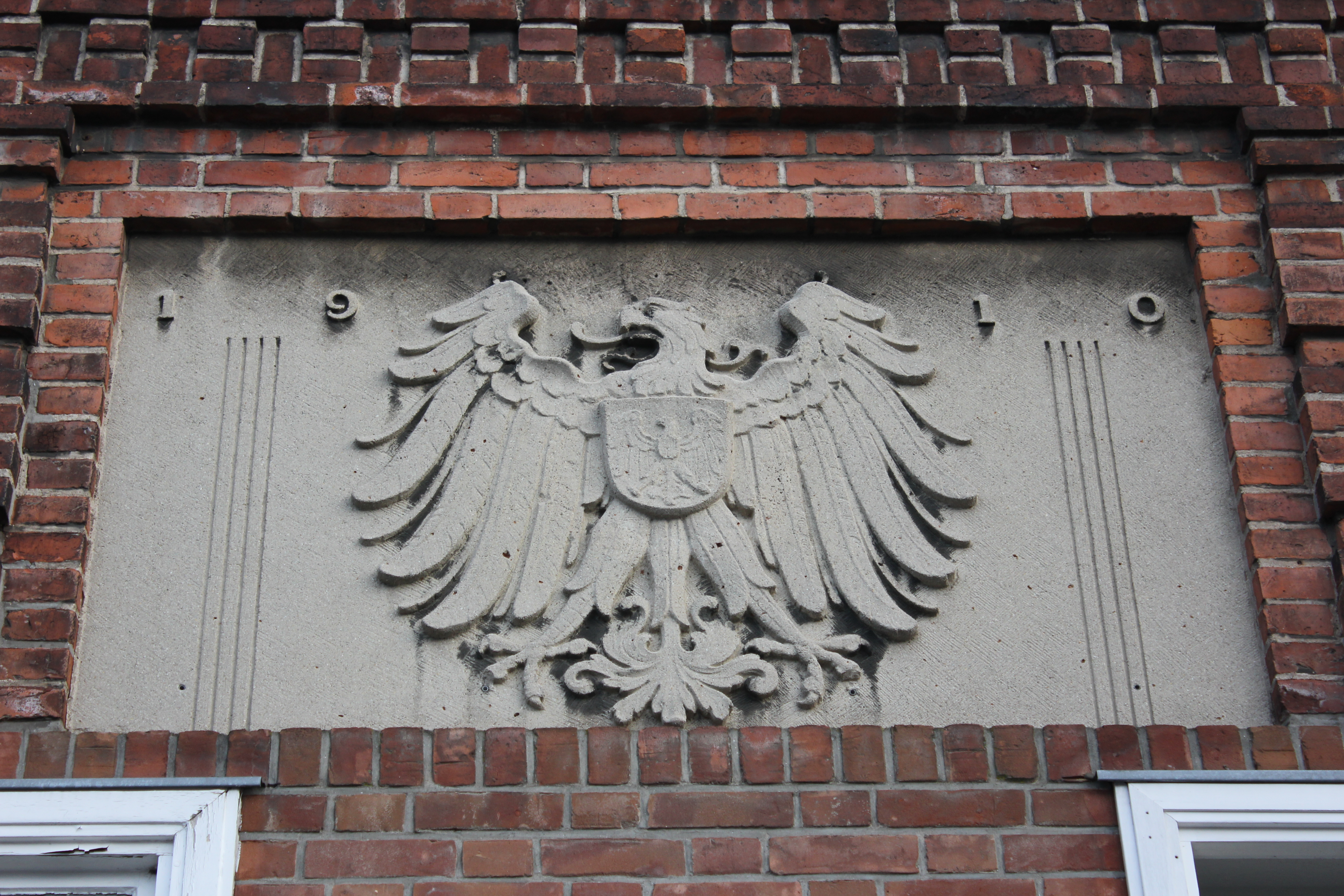
Relief des Reichsadlers mit dem Jahr der Errichtung

Die Kaiserliche Post in Flensburg-Mürwik stammt aus dem Jahr 1910 und liegt am Rande des alten Mürwiker Zentrums, nahe dem Stützpunkt Flensburg-Mürwik mit der Marineschule Mürwik. Sie ist nicht mit der „Alten Post“ in der Innenstadt zu verwechseln. Das Gebäude der „Kaiserlichen Post“ in Mürwik ist heute eines der Kulturdenkmale Mürwiks.

## Geschichte
1910, im Jahr der Eingemeindung der Dörfer Engelsby, Fruerlund und Twedt nach Flensburg, wurde der Backsteinbau als Wohnhaus und Postdienstgebäude für die Kaiserliche Reichspost errichtet. Das Gebäude entstand nach Plänen der Flensburger Architekten Magnus Schlichting (1850–1919) und Max Schlichting in einer Stilmischung aus Neobarock und Heimatschutzarchitektur. Im Erdgeschoss wurde das Postamt eingerichtet, die oberen Stockwerke dienten Wohnzwecken. Vor dem Gebäude befand sich damals ein Vorgarten. Das Postamt diente auch als Postkutschen-Relaisstation und ersetzte in dieser Hinsicht die Ziegelei Mürwik. Für die Pferde bestand ein Stall beziehungsweise ein Schuppen. Zum Gedenken an die erwähnte Mürwiker Ziegelei war über den beiden Hauseingängen jeweils ein Relief angebracht worden, zum einen eines der „Osbeck-Ziegelei“ und zum anderen eines des „Osbeck-Hofes“.
Das Gebäude soll von Peter Iwersen erbaut worden sein, der selbst Postbeamter war und das Postamt von 1910 bis zu seiner Pensionierung 1954 als Postinspektor leitete. Das Geld für die Errichtung des Hauses soll vom Verkauf der Osbeck-Ziegelei, auf der Peter Iwersen aufwuchs, gestammt haben. Die Stadt Flensburg kaufte die Ziegelei und ebenso den angrenzenden Osbeck-Hof, der auch einem Zweig der Familie Iwersen gehörte, um das Land verabredungsgemäß dem Deutschen Reich zu schenken, damit auf diesem Gelände die Marineschule gebaut werden konnte. Peter Iwersen war als „Postmeister“ eine bekannte Persönlichkeit in Mürwik, so war er unter anderem Kirchenältester und Schiedsmann. Er war verheiratet mit Marie, geb. Pörksen, aus Hoyer. Der Familie entstammten drei Söhne, die früh verstarben, der letzte fiel am 31. August 1941 in Russland in der Nähe von Cholm. Die einzige Tochter Anna heiratete den Marinearzt Karl Baecker.
Die Kaiser-Wilhelm-Straße, an der das Postgebäude lag, wurde nach dem Zweiten Weltkrieg, nach Aufforderung des Kontrollrates, in Mürwiker Straße umbenannt. Die Hausnummern veränderten sich dabei nicht. Einige Jahre nach dem Krieg betrieb Karl Baecker in der Post seine Praxis. 1969 wurde bei der Verbreiterung der Mürwiker Straße der Vorgarten entfernt. Anna Baecker starb 1994 im Postgebäude, das danach von ihren fünf Kindern verkauft wurde.
Das Erdgeschoss, in dem sich das Postamt befand, dient heute als Arztpraxis, der Schuppen für die Pferde wurde zum Fahrradschuppen umgenutzt. Ansonsten dient das Gebäude heute als Wohnhaus. Als Ersatz entstand nach dem Zweiten Weltkrieg auf dem Grundstück Osterallee 10 ein neues Mürwiker Postamt, dieses wurde jedoch Anfang der 2000er Jahre geschlossen. Die zentrale Poststation des Stadtteils befindet sich heute am Twedter Plack. Zudem existiert noch eine Poststelle beim Schottweg-Zentrum in Wasserloos.